# Pui Redon (Conca de Dalt)
Pui Redon (Puig Rodó, en la forma pallaresa arcaïtzant) és una muntanya de 1.006,1 metres d'altitud del terme actual de Conca de Dalt, pertanyent a l'antic municipi de Toralla i Serradell, al Pallars Jussà, en territori del poble de Rivert.
Està situat al nord de Rivert, a la dreta del barranc de Ruganyers i a l'esquerra del torrent de Vall, al nord de la partida d'Isola, davant i a ponent del Serrat des Broncalars.